# Катастрофа Boeing 737 под Палембангом
Катастрофа Boeing 737 под Палембангом — крупная авиационная катастрофа, произошедшая в пятницу 19 декабря 1997 года. Авиалайнер Boeing 737-36N авиакомпании SilkAir выполнял плановый рейс MI 185 по маршруту Тангеранг—Сингапур, но через 35 минут после взлёта, находясь на крейсерской высоте (10 650 метров), перешёл в практически вертикальное пикирование и рухнул в реку Муси в окрестностях Палембанга. Погибли все находившиеся на его борту 104 человека — 97 пассажиров и 7 членов экипажа.
Одна из ключевых версий причин катастрофы — самоубийство пилота.

## Самолёт
Boeing 737-36N (регистрационный номер 9V-TRF, заводской 28556, серийный 2851) был выпущен в 1997 году (первый полёт совершил 27 января). 14 февраля того же года был передан авиакомпании SilkAir. Оснащён двумя турбовентиляторными двигателями CFM International 56-3C1. Последний плановый ремонт прошёл с 9 по 11 декабря 1997 года, никаких неполадок обнаружено не было. На день катастрофы совершил 1306 циклов «взлёт-посадка» и налетал 2238 часов.

## Экипаж и пассажиры
Самолётом управлял опытный экипаж, состав которого был таким:
- Командир воздушного судна (КВС) — 41-летний Цу Вэймин (англ. Tsu Way Ming, кит. 朱卫民), сингапурец. Очень опытный пилот, проходил службу в ВВС Сингапура, проработал в авиакомпании SilkAir 5 лет и 9 месяцев (с 1 марта 1992 года). В качестве КВС управлял самолётом Airbus A310. Налетал 7173 часа, 3614 из них на Boeing 737.
- Второй пилот — 23-летний Дункан Уорд (англ. Duncan Ward), новозеландец. Опытный пилот, проработал в авиакомпании SilkAir 1 год и 4 месяца (с 16 сентября 1996 года). Налетал 2501 час, 2311 из них на Boeing 737.

В салоне самолёта работали пять бортпроводников.
| Гражданство          | Пассажиры | Экипаж | Всего |
| -------------------- | --------- | ------ | ----- |
| Сингапур             | 40        | 6      | 46    |
| Индонезия            | 23        | 0      | 23    |
| Малайзия             | 10        | 0      | 10    |
| США                  | 5         | 0      | 5     |
| Франция              | 5         | 0      | 5     |
| Германия             | 4         | 0      | 4     |
| Великобритания       | 3         | 0      | 3     |
| Япония               | 2         | 0      | 2     |
| Босния и Герцеговина | 1         | 0      | 1     |
| Австрия              | 1         | 0      | 1     |
| Индия                | 1         | 0      | 1     |
| Китайская Республика | 1         | 0      | 1     |
| Австралия            | 1         | 0      | 1     |
| Новая Зеландия       | 0         | 1      | 1     |
| Всего                | 97        | 7      | 104   |

Среди пассажиров на борту самолёта находилась известная сингапурская модель и писательница Бонни Хикс.
Всего на борту самолёта находились 104 человека — 97 пассажиров и 7 членов экипажа.

## Хронология событий

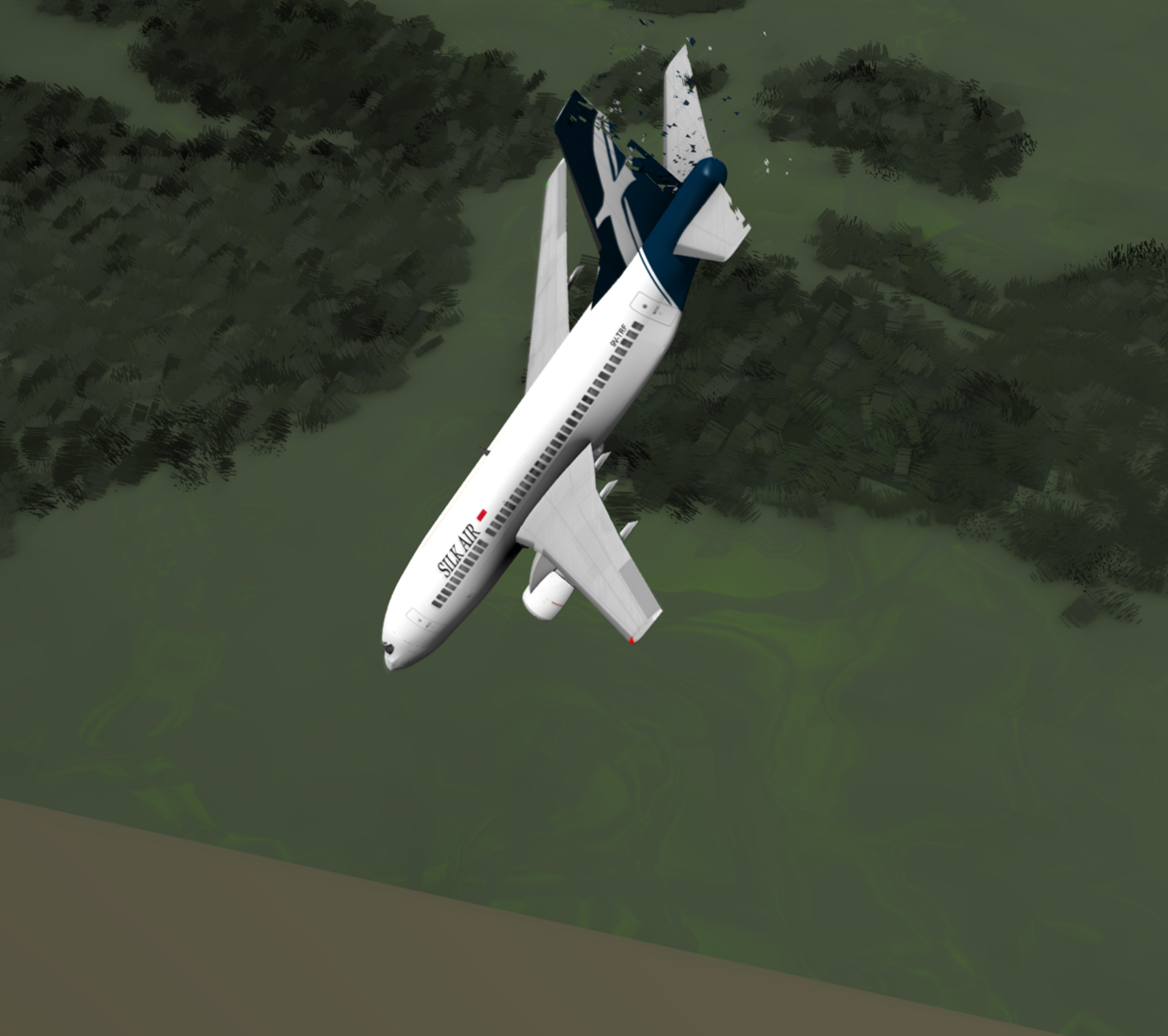
Компьютерная реконструкция катастрофы

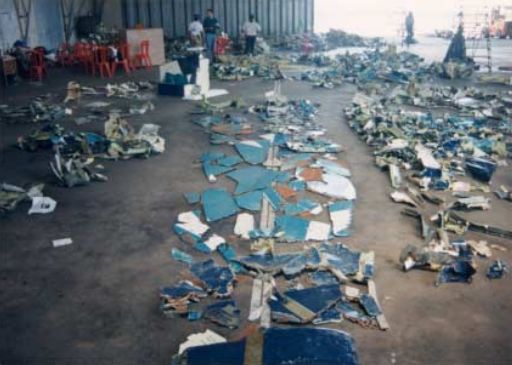
Обломки рейса 185

В 15:37 по местному времени (08:37 UTC) рейс MI 185 взлетел с ВПП № 25R аэропорта Сукарно-Хатта в Джакарте и взял курс на Сингапур. Полёт должен был занять 1 час 20 минут и проходить на крейсерской высоте FL350 (10 650 метров).
В 15:47 рейс 185 был на высоте 7500 метров и продолжал набирать высоту. Экипаж запросил разрешение на следование напрямую к точке PARDI.
В 15:53 самолёт занял эшелон FL350, экипаж сообщил об этом авиадиспетчеру и получил разрешение на следование напрямую к PARDI.
В 16:05 внезапно прекращает запись речевой самописец (по версии NTSB, он был отключён одним из членов экипажа, предположительно КВС).
В 16:10 авиадиспетчер просит пилотов рейса 185 сохранять высоту и перейти под контроль УВД Сингапура после достижения точки PARDI.
В 16:11 прекращает запись параметрический самописец.
В 16:11:27 исправный лайнер внезапно опрокинулся на 180° и перешёл в практически вертикальное пикирование, менее чем за 30 секунд преодолев звуковой барьер (в 16:11:52 — 1200 км/ч). На высоте примерно 3700 метров (из-за аэродинамической нагрузки, значительно превышающей предусмотренную) у самолёта начало разрушаться хвостовое оперение.
В 16:12:18 рейс MI 185 рухнул в реку Муси в 56 километрах от Палембанга. Удар о поверхность реки был такой силы, что от авиалайнера практически ничего не осталось. Все 104 человека на его борту погибли. Впоследствии удалось идентифицировать только семерых.

## Расследование
Расследование причин катастрофы рейса MI-185 проводили индонезийский Национальный комитет по безопасности на транспорте (NTSC) и американский Национальный совет по безопасности на транспорте (NTSB).
При проведении поисковых работ на месте катастрофы были обнаружены оба бортовых самописца, однако они перестали фиксировать полётную информацию за 6 минут до начала падения самолёта (время определено на основании записей радаров диспетчерских служб).
Установлено, что технических неполадок, которые могли бы стать причиной катастрофы, самолёт не имел (или установить их не удалось) и все системы работали в штатном режиме по меньшей мере до отключения самописцев. При этом следствию не удалось обнаружить признаков сбоя электропитания, приводящего в некоторых случаях к нарушению работы самописцев, что указывало на их преднамеренное отключение одним из пилотов.
Были выдвинуты две версии катастрофы:
- Техническая неисправность руля направления или руля высоты.
- Преднамеренный ввод самолёта в пикирование, самоубийство пилота.

Версия о заклинивании руля направления рассматривалась по двум причинам:
1. Поведение упавшего самолёта (переворот) отчасти характерны для ситуаций, при которых руль направления резко оказывается в крайнем положении.
2. Подобная неполадка стала причиной ряда катастроф и происшествий с участием Boeing 737, произошедших несколькими годами ранее (на рейсе United Airlines-585 руль направления заклинило в правом положении, а на рейсе USAir-427 в левом (в результате оба самолёта разбились), а рейс Eastwind Airlines-517 после заклинивания руля направления смог благополучно сесть).

Но вместе с тем, ещё в 1996 году (то есть за год до катастрофы рейса SilkAir-185) причина заклинивания была установлена, и на всех самолётах Boeing 737 была проведена замена ненадёжных сервомоторов. Кроме того, даже при заклинивании руля направления самолёты начинали переворачиваться, но не вертикально пикировать, что произошло с рейсом SilkAir-185.
Чтобы самолёт резко перевернулся на 180° и перешёл в вертикальное пикирование, одновременно должны быть реализованы следующие управляющие воздействия: перевод в крайнее положение руля направления (поворот штурвала с нажатием педали руля направления) и резкое опускание носа самолёта (штурвал от себя, активирование руля высоты). Подобное поведение самолёта было бы возможным без участия пилотов в случае серьёзных повреждений хвостового оперения, однако следствием было установлено, что оно сохраняло целостность до начала падения. К тому же оставался открытым вопрос о беспричинном отключении бортовых самописцев.
Следователи провели серию испытаний на авиационном тренажёре в попытке смоделировать поведение упавшего Boeing 737, совпадающее с показаниями радара. Наиболее точного повторения маршрута падения удалось добиться только при намеренном переводе самолёта в пикирование. На основании этого и с учётом того, что бортовые самописцы, скорее всего, были отключены также вручную одним из пилотов, было выдвинуто предположение о преднамеренности катастрофы.
Проведённый психологический анализ личностей и жизненного уклада командира и второго пилота рейса 185 позволил следователям предположить, что виновником катастрофы мог быть КВС Цу Вэймин, находившийся в долговой яме из-за финансового кризиса. Возможно, именно он отключил оба бортовых самописца, обманным поручением вынудил второго пилота покинуть кабину, после чего закрыл дверь кабины и направил самолёт в пикирование.
Окончательный отчёт расследования NTSC был опубликован 14 декабря 2000 года. В нём указано, что причина катастрофы является не установленной, так как последние минуты полёта не были зафиксированы бортовыми самописцами. Как сказал один из следователей NTSC: Это было политическое решение, потому что им не понравилось, что пилот убил всех на борту.
NTSB опубликовал свой отчёт расследования, где указал причиной катастрофы самоубийство пилота. Это был первый случай, когда NTSB оспорил решение следователей из других стран.

## Культурные аспекты
Катастрофа рейса 185 показана в документальном фильме от телеканала «National Geographic Channel» «SilkAir-185: самоубийство пилота?» и в 12 сезоне канадского документального телесериала Расследования авиакатастроф в серии Доведённый до предела.